# Neuseeländische Cricket-Nationalmannschaft in Südafrika in der Saison 2000/01
Die Tour der neuseeländischen Cricket-Nationalmannschaft nach Südafrika in der Saison 2000/01 fand vom 18. Oktober bis zum 8. Dezember 2000 statt. Die internationale Cricket-Tour war Teil der internationalen Cricket-Saison 2000/01 und umfasste drei Test Matches und sechs ODIs. Südafrika gewann die Testserie 2-0 und die ODI-Serie 5-0.

## Vorgeschichte
Beide Mannschaften spielte zuvor beim ICC KnockOut 2000, das Neuseeland gewinnen konnte und bei dem Südafrika im Halbfinale ausschied.
Das letzte Aufeinandertreffen der beiden Mannschaften bei einer Tour fand in der Saison 1998/99 in Neuseeland statt.

## Stadien
Für die Tour wurden folgende Stadien als Austragungsorte vorgesehen.
| Stadion                  | Stadt          | Kapazität | Spiele  |
| ------------------------ | -------------- | --------- | ------- |
| Willowmoore Park         | Benoni         | 20.000    | 2. ODI  |
| Chevrolet Park           | Bloemfontein   | 20.000    | 1. Test |
| Centurion Park           | Centurion      | 22.000    | 3. ODI  |
| Sahara Stadium Kingsmead | Durban         | 25.000    | 5. ODI  |
| Wanderers Stadium        | Johannesburg   | 34.000    | 3. Test |
| Newlands Cricket Ground  | Kapstadt       | 25.000    | 6. ODI  |
| De Beers Diamond Oval    | Kimberley      | 11.000    | 4. ODI  |
| Sahara Oval St George’s  | Port Elizabeth | 19.000    | 2. Test |
| Senwes Park              | Potchefstroom  | 18.000    | 1. ODI  |

## Kader
Neuseeland benannte seinen ODI-Kader am 11. September 2000.
| Test | Test | ODI | ODI |
| Südafrika | Neuseeland | Südafrika | Neuseeland |
| --- | --- | --- | --- |
| - Shaun Pollock (K) - Shafiek Abrahams - Nicky Boje - Mark Boucher (wk) - Daryll Cullinan - Boeta Dippenaar - Allan Donald - Jacques Kallis - Gary Kirsten - Lance Klusener - Neil McKenzie - Mfuneko Ngam - Makhaya Ntini | - Stephen Fleming (K) - Nathan Astle - Hamish Marshall - Chris Martin - Craig McMillan - Shayne O’Connor - Adam Parore (wk) - Mark Richardson - Mathew Sinclair - Craig Spearman - Scott Styris - Daryl Tuffey - Brooke Walker - Kerry Walmsley - Paul Wiseman | - Shaun Pollock (K) - Shafiek Abrahams - Nicky Boje - Mark Boucher (wk) - Daryll Cullinan - Boeta Dippenaar - Allan Donald - Andrew Hall - Jacques Kallis - Gary Kirsten - Lance Klusener - Makhaya Ntini - Jonty Rhodes - Roger Telemachus | - Stephen Fleming (K) - Geoff Allott - Nathan Astle - Chris Cairns - Chris Harris - Craig McMillan - Chris Nevin - Shayne O’Connor - Adam Parore (wk) - Craig Spearman - Scott Styris - Daryl Tuffey - Roger Twose - Brooke Walker - Paul Wiseman |

## Tour Matches
| 18. Oktober Scorecard | Soweto | New Zealanders 296-5 (50)          | – | Gauteng 217-6 (50) |
|                       |        | New Zealanders gewinnt mit 79 Runs |   |                    |

| 7. – 9. November Scorecard | Paarl | New Zealanders 403-5d (138) & 142-3d (66) | – | Boland 189 (70.2) & 53-2 (21.3) |
|                            |       | Remis                                     |   |                                 |

| 11. – 13. November Scorecard | Potchefstroom | New Zealanders 280-6d (92) & 242-2d (57) | – | North West 100 (44.4) & 157 (49.4) |
|                              |               | New Zealanders gewinnt mit 265 Runs      |   |                                    |

| 24. November Scorecard | Alice | Border 226-8 (50)                    | – | New Zealanders 227-8 (49) |
|                        |       | New Zealanders gewinnt mit 2 Wickets |   |                           |

| 25. – 27. November Scorecard | East London | New Zealanders 311-4d (90) & 185-0d (47) | – | Border 73 (27.1) & 212 (76.4) |
|                              |             | New Zealanders gewinnt mit 211 Runs      |   |                               |

## One-Day Internationals

### Erstes ODI in Potchefstroom
| 20. Oktober Scorecard | Potchefstroom | Südafrika 191-2 (38) | – | Neuseeland |
|                       |               | No Result            |   |            |

### Zweites ODI in Benoni
| 22. Oktober Scorecard | Benoni | Neuseeland 194-8 (50)           | – | Südafrika 197-4 (46.4) |
|                       |        | Südafrika gewinnt mit 6 Wickets |   |                        |

### Drittes ODI in Centurion
| 25. Oktober Scorecard | Centurion | Südafrika 324-4 (50)                        | – | Neuseeland 189 (33.4/43) |
|                       |           | Südafrika gewinnt mit 115 Runs (D/L method) |   |                          |

### Viertes ODI in Kimberley
| 28. Oktober Scorecard | Kimberley | Neuseeland 287-6 (50)           | – | Südafrika 289-5 (48.5) |
|                       |           | Südafrika gewinnt mit 5 Wickets |   |                        |

### Fünftes ODI in Durban (SSK)
| 1. November Scorecard | Durban | Neuseeland 114-5 (32.4/32.4)                 | – | Südafrika 158-4 (30.3/32) |
|                       |        | Südafrika gewinnt mit 6 Wickets (D/L method) |   |                           |

### Sechstes ODI in Kapstadt
| 4. November Scorecard | Kapstadt | Neuseeland 256-9 (50)           | – | Südafrika 258-7 (50) |
|                       |          | Südafrika gewinnt mit 3 Wickets |   |                      |

## Test Matches

### Erster Test in Bloemfontein
| 17. – 21. November Scorecard | Bloemfontein | Südafrika 471-9d (142.1) & 103-5 (26.3) | – | Neuseeland 229 (89) & 342 (157.4) (f/o) |
|                              |              | Südafrika gewinnt mit 5 Wickets         |   |                                         |

### Zweiter Test in Port Elizabeth
| 30. November – 4. Dezember Scorecard | Port Elizabeth | Neuseeland 298 (126.3) & 148 (69.3) | – | Südafrika 361 (144.4) & 89-3 (34.1) |
|                                      |                | Südafrika gewinnt mit 7 Wickets     |   |                                     |

### Dritter Test in Johannesburg
| 8. – 12. Dezember Scorecard | Johannesburg | Neuseeland 200 (93.5) | – | Südafrika 261-3d (97) |
|                             |              | Remis                 |   |                       |

## Statistiken
Die folgenden Cricketstatistiken wurden bei dieser Tour erzielt.
| Tests           | Tests      | Tests   | Tests   | Tests   | Tests   | Tests   | Tests   | Tests   |
| Batting         | Batting    | Batting | Batting | Batting | Batting | Batting | Batting | Batting |
| Spieler         | Mannschaft | Spiele  | Innings | Runs    | Average | HS      | 100s    | 50s     |
| --------------- | ---------- | ------- | ------- | ------- | ------- | ------- | ------- | ------- |
| Jacques Kallis  | Südafrika  | 3       | 5       | 287     | 71,75   | 160     | 1       | 1       |
| Mark Richardson | Neuseeland | 3       | 5       | 232     | 46,40   | 77      | 0       | 2       |
| Mathew Sinclair | Neuseeland | 3       | 5       | 212     | 42,40   | 150     | 1       | 0       |
| Neil McKenzie   | Südafrika  | 3       | 4       | 195     | 97,50   | 120     | 1       | 1       |
| Stephen Fleming | Neuseeland | 3       | 5       | 192     | 38,40   | 99      | 0       | 2       |
| Bowling         |            |         |         |         |         |         |         |         |
| Spieler         | Mannschaft | Spiele  | Overs   | Wickets | Average | BBI     | 5W      | 10W     |
| Makhaya Ntini   | Südafrika  | 3       | 101.4   | 13      | 17,38   | 6/66    | 1       | 0       |
| Shaun Pollock   | Südafrika  | 3       | 120     | 12      | 19,41   | 4/37    | 0       | 0       |
| Allan Donald    | Südafrika  | 2       | 82.3    | 11      | 17,90   | 4/69    | 0       | 0       |
| Chris Martin    | Neuseeland | 3       | 83.1    | 11      | 26,00   | 4/104   | 0       | 0       |
| Shayne O’Connor | Neuseeland | 3       | 86.4    | 8       | 30,50   | 3/87    | 0       | 0       |

| ODIs             | ODIs       | ODIs    | ODIs    | ODIs    | ODIs    | ODIs    | ODIs    | ODIs    |
| Batting          | Batting    | Batting | Batting | Batting | Batting | Batting | Batting | Batting |
| Spieler          | Mannschaft | Spiele  | Innings | Runs    | Average | HS      | 100s    | 50s     |
| ---------------- | ---------- | ------- | ------- | ------- | ------- | ------- | ------- | ------- |
| Nicky Boje       | Südafrika  | 6       | 6       | 355     | 88,75   | 129     | 2       | 1       |
| Gary Kirsten     | Südafrika  | 6       | 6       | 293     | 48,83   | 101     | 1       | 2       |
| Roger Twose      | Neuseeland | 6       | 5       | 286     | 57,20   | 103     | 1       | 1       |
| Jacques Kallis   | Südafrika  | 6       | 6       | 235     | 78,33   | 93      | 0       | 2       |
| Chris Cairns     | Neuseeland | 6       | 5       | 156     | 39,00   | 84      | 0       | 1       |
| Bowling          |            |         |         |         |         |         |         |         |
| Spieler          | Mannschaft | Spiele  | Overs   | Wickets | Average | BBI     | 5W      | 10W     |
| Shaun Pollock    | Südafrika  | 6       | 43.4    | 9       | 19,44   | 3/37    | 0       | 0       |
| Roger Telemachus | Südafrika  | 4       | 35      | 8       | 18,87   | 3/30    | 0       | 0       |
| Allan Donald     | Südafrika  | 6       | 38      | 6       | 30,33   | 2/27    | 0       | 0       |
| Chris Harris     | Neuseeland | 6       | 47      | 6       | 38,16   | 2/39    | 0       | 0       |
| Chris Cairns     | Neuseeland | 6       | 50.5    | 6       | 45,83   | 2/62    | 0       | 0       |

## Player of the Series
Als Player of the Series wurden die folgenden Spieler ausgezeichnet.
| Serie | Player of the Series |
| ----- | -------------------- |
| Test  | Makhaya Ntini        |
| ODI   | Nicky Boje           |

### Player of the Match
Als Player of the Match wurden die folgenden Spieler ausgezeichnet.
| Spiel   | Player of the Match          |
| ------- | ---------------------------- |
| 2. ODI  | Nicky Boje                   |
| 3. ODI  | Nicky Boje                   |
| 4. ODI  | Gary Kirsten                 |
| 5. ODI  | Jacques Kallis               |
| 6. ODI  | Lance Klusener               |
| 1. Test | Jacques Kallis Makhaya Ntini |
| 2. Test | Neil McKenzie                |